# Jean-Étienne Montucla
Jean-Étienne Montucla   (Lió, 5 de setembre de 1725 - Versalles, 18 de desembre de 1799) fou un matemàtic francès del segle xviii, conegut per la seva obra Histoire des Mathematiques (Història de les Matemàtiques).

## Vida
Montucla era fill d'un comerciant lionès i va estudiar al col·legi jesuïta d'aquesta ciutat on va rebre grans coneixements de grec, llatí i anglès. El 1741 va morir el seu pare i va quedar a càrrec de la seva àvia fins al 1745, en què va anar a la universitat de Tolosa per estudiar dret.
Marxa després a París per perfeccionar la seva educació i es relaciona amb el cercle d'erudits que es reunien a la tertúlia de Charles-Antoine Jombert, entre els quals estaven D'Alembert, Diderot i Lalande; i que col·laboraven amb la revista Gazette de France.
El 1754 publica, a l'editorial de Jombert, el seu primer llibre: Histoire des recherches sur la quadrature du cercle que farà que el nomenin membre associat de l'Acadèmia de Ciències de Berlín.
El 1758 publica la seva Histoire des Mathematiques (vegeu més avall) i el 1761 és nomenat cap d'intendència del Delfinat i se'n va a viure a Grenoble on es casa el 1763 amb Marie Françoise Romand.
Sembla que va viatjar a la Guaiana Francesa com a intendent de l'expedició del cavaller Turgot (germà de l'economista Turgot), però les notícies en són incertes. En retornar d'aquesta expedició llastimosa, va obtenir el 1765, per recomanació de Charles-Nicolas Cochin, un lloc de director a la superintendència d'edificis reials, jardins, manufactures i acadèmies a Versalles, lloc que va conservar durant vint-i-cinc anys, és a dir fins que la Revolució Francesa va acabar amb tota l'administració reial.
Aquest tranquil lloc de funcionari, li va permetre destinar el seu temps lliure a continuar els seus estudis històrics. I també a revisar i reeditar les Recreations de Jacques Ozanam (1778) i a traduir el llibre de viatges de Jonathan Carver pels grans llacs (1784).
En suprimir-se l'Academie Royale des Sciences i substituir-se per l'Institut National des Sciences et des Arts (1795), Montucla en va esdevenir un dels seus membres fundadors, malgrat haver estat funcionari de l'administració de l'Antic Règim. Va morir a Versailles d'un atac renal, deixant la dona i dos fills.

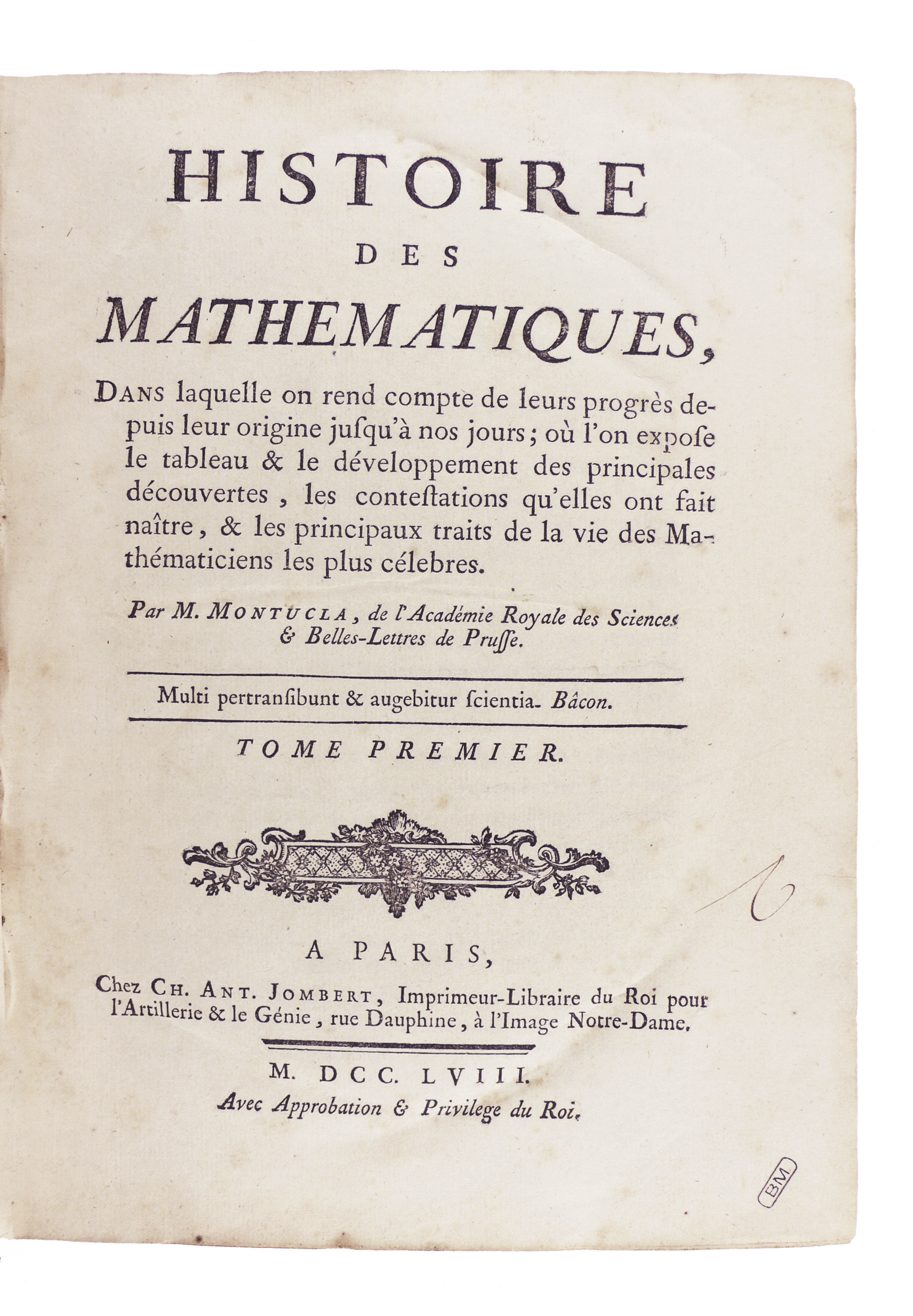
Histoire des mathématiques, primera edició de 1758.

## Obra
La seva obra mestra és la Histoire des Mathematiques publicada el 1758 i reeditada el 1799 notablement ampliada, considerada pels estudiosos com una fita fonamental en la disciplina. La primera edició de 1758, en dos volums, recull la història fins a finals del segle xvii. Per això, els seus amics, especialment Lalande, li demanaven una nova edició ampliada amb els descobriments del segle xviii, a la que ell es negava adduint la seva feina de funcionari. Finalment va aconseguir revisar i ampliar els dos volums per editar-los novament el 1798 i escriure gairebé la meitat del tercer volum. La resta va ser obra de Lalande i altres col·laboradors, ja que el volums tercer i quart es van publicar el 1802, després de la mort de Montucla. La obra en el seu conjunt té més de 3.000 pàgines.
El tret fonamental de la seva història és la idea del progrés constant del coneixement matemàtic: la disciplina es desenvolupa en forma lineal acumulant cada vegada nous coneixements als anteriors i sense retrocessos.